# Стрелка v-чёрное
Стрелка v-чёрное (Paracercion v-nigrum) — вид стрекоз семейства стрелки (Coenagrionidae).

## Описание
Небольшая стрекоза с обликом, типичным для представителей всего семейства. Крылья прозрачные, с короткой птеростигмой. Окраска тела: у самцов — голубого цвета, у самок — зелёного цвета. На верхней стороне головы располагается два крупных, соответственно, голубых или зелёных пятна грушевидной формы, соединённые полосой того же цвета. На груди и сегментах брюшка располагается v-образный чёрный рисунок на голубом VIII тергите брюшка (отличительный признак вида). Также имеется более или менее прямоугольное чёрное пятно на голубом II тергите и чёрная плечевая полоска по бокам груди, которая содержит внутреннюю продольную линию основного цвета, разделяющую её вдоль по всей длине. Могу встречаться особи самцов с цельной плечевой полоской.

## Распространение
Обитает территории Китая и Корейского полуострова. На территории России вид обитает на юге Приморья (озеро Хасан и озеро Ханка), в Амурской области (долина рек Амур и Нижняя Зея) и в Восточном Забайкалье. В Восточном Забайкалье проходит северо-западная граница глобального ареала.

## Биология
Личинки развиваются в эвтрофных мелких, глубиной не более 1—1,5 м, хорошо прогреваемых озёрах в старицах рек, пойменные озёра. Стрекозы встречаются также в прибрежных участках древесно-кустарниковой растительности. Самцы сидят на плавающих листьях водных растений и прогоняют пролетающих мимо других равнокрылых стрекоз. Самки обычно сидят в прибрежной растительности. Стрекозы встречаются с конца июня до середины августа.

## Охрана
Вид включен в Красную книгу Забайкальского край